# Club Deportivo La Victoria
El Deportivo La Victoria es un club de fútbol de Perú de la ciudad de Abancay en el Departamento de Apurímac. Fue fundado en 1972 y se desempeña en la Copa Perú. Participó en el Torneo Zonal 1992, segunda categoría del fútbol peruano en ese año.

## Historia
El club Deportivo La Victoria fue fundado el 18 de agosto de 1972 en el barrio La Victoria de la ciudad de Abancay.
En 1991 logró el ascenso como uno de los campeones regionales al Torneo Zonal 1992. Participó en el Zonal III donde no pudo lograr la clasificación a la liguilla final y regresó a la Copa Perú. En la Copa Perú 1993 inició su participación desde la Etapa Regional pero no pudo clasificar a la siguiente etapa.
En 2014 La Victoria clasificó a la Etapa Departamental de Apurímac como subcampeón provincial de Abancay. Fue eliminado en el cuadrangular final por Miguel Grau y Deportivo Educación Chanka que se quedaron con los dos cupos a la Etapa Regional.
En la Copa Perú 2016 clasificó a la Etapa Nacional luego de quedar en segundo lugar de la liguilla departamental detrás de José María Arguedas. Fue eliminado en la primera fase al terminar en el puesto 39 de la tabla general con 5 puntos.
Volvió a clasificar a la Etapa Nacional en la Copa Perú 2022 luego de ser campeón departamental de Apurímac. Fue eliminado en primera fase al terminar en el puesto 33 de la tabla general con 7 puntos.

## Uniforme
- Uniforme titular: Camiseta celeste, pantalón celeste, medias blancas.
- Uniforme alternativo: Camiseta celeste, pantalón blanco, medias blancas.

## Jugadores
En sus filas surgió Edwin Retamoso, quien luego jugó en la selección peruana y clubes de la Primera División del Perú.

## Palmarés

### Torneos regionales
| Competición regional                 | Títulos           | Subcampeonatos    |
| ------------------------------------ | ----------------- | ----------------- |
| Liga Departamental de Apurímac (2/1) | 1990, 2022.       | 2016.             |
| Liga Provincial de Abancay (1/3)     | 1990.             | 2014, 2016, 2022. |
| Liga Distrital de Abancay (3/3)      | 1990, 2016, 2022. | 2012, 2014, 2023. |